# Ingrid Alexandra của Na Uy
Vương tôn nữ Ingrid Alexandra (Ingrid Alexandra av Norge/Noreg, sinh ngày 21 tháng 1 năm 2004) là con trưởng của Thái tử Haakon và hiện đang đứng thứ hai trong dòng kế vị ngai vàng của vương quốc Na Uy sau cha mình. Cô dự kiến sẽ trở thành Nữ vương thứ hai của Na Uy, sau Nữ vương Margrét ở thế kỷ thứ 15.

## Cuộc sống
Vương tôn nữ Ingrid Alexandra được sinh ra vào lúc 9:13 sáng ngày 21 tháng 1 năm 2004, tại Bệnh viện Đại học Rikshospitalet ở Oslo. Cô là con trưởng của Thái tử Haakon và Thái tử phi Mette-Marit, là cháu gái thứ hai của Vua Harald V và Vương hậu Sonja. Sau sự ra đời của Ingrid Alexandra, gia đình Vương thất vốn đã danh giá càng thêm sự nổi tiếng và nhận được sự quan tâm nhiều hơn từ công chúng.
Tên Ingrid của cô được đặt theo tên của Vương hậu Ingrid của Đan Mạch. Tên thứ hai Alexandra đã được lựa chọn bởi vì Vua Olav V ban đầu được gọi là Vương tử Alexander của Đan Mạch. Vương tôn nữ Ingrid Alexandra được rửa tội ngày 17 tháng 4 năm 2004 ở Oslo. Cha mẹ đỡ đầu của cô là Harald V của Na Uy, Frederik X của Đan Mạch, Thái nữ Victoria của Thụy Điển, Felipe VI của Tây Ban Nha, Märtha Louise của Na Uy (bác) và Marit Tjessem (bà ngoại).

## Địa vị theo hiến pháp
Hiến pháp của Na Uy đã được sửa đổi vào năm 1990 về quyền con trưởng, đảm bảo rằng ngôi vị sẽ thuộc về người con trưởng mà không phân biệt giới tính. Tuy nhiên, những sửa đổi vẫn giữ nguyên ngôi vị của Thái tử Haakon trước người chị gái là Vương nữ Märtha Louise như đã có trước đó. Sự thay đổi đã được áp dụng lần đầu tiên đến những người con của họ. Vương tôn nữ Ingrid Alexandra do vậy đã thuộc dòng kế vị thứ hai từ khi được sinh ra, chỉ sau cha cô. Do sự cải cách này, vai trò và vị trí của cô đã không bị ảnh hưởng bởi sự ra đời của em trai mình, Vương tử Sverre Magnus, vào năm 2005. Cô dự kiến sẽ trở thành Nữ vương thứ hai của Na Uy sau Nữ vương Margrét, người đã trị vì Na Uy, Đan Mạch và Thụy Điển từ cuối thập niên 1380 cho đến khi bà qua đời năm 1412. Cô cùng với 4 người thừa kế khác là Estelle của Thụy Điển, Élisabeth của Bỉ, Catharina-Amalia của Hà Lan và Leonor của Tây Ban Nha sẽ trở thành những Nữ vương tương lai của châu Âu. Vương thất Na Uy cũng thuộc dòng kế tục ngai vàng nước Anh, hậu duệ của Vương tôn nữ Maud - con gái Vua Edward VII.

## Vai trò trong Vương thất và học vấn
Vương tôn nữ Ingrid Alexandra đã từng tham gia nhiều hoạt động của Vương thất và mang tính cộng đồng. Cô thường tham gia cùng với các thành viên khác của gia đình Vương thất trên ban công của cung điện để chào mừng cuộc diễu hành của trẻ em vào ngày 17 tháng 5 hàng năm.. Ngày 19 tháng 6 năm 2010, Vương tôn nữ Ingrid Alexandra đã làm một phù dâu tại đám cưới người mẹ đỡ đầu của cô, Thái nữ Victoria của Thụy Điển. Trong tháng 12 năm 2012, cô đã tham dự một cuộc phỏng vấn cùng với cha của mình trên một chương trình truyền hình Na Uy trong vai trò hỗ trợ cho tổ chức môi trường của trẻ em. Theo dự định thì mẹ cô là người tham dự, nhưng cha cô là Thái tử Haakon đã tham dự thay, vì mẹ cô đã bị bệnh vào thời điểm đó. Cô cũng đã tham gia vào lễ kỷ niệm truyền thống của Ngày Hiến pháp, cũng như các giải đấu trượt tuyết nhảy truyền thống tại Holmenkollen ở Oslo.
Vương tôn nữ Ingrid Alexandra đã đến trường ngày đầu tiên vào 19 Tháng 8 năm 2010 tại trường tiểu học Jansløkka, một trường công lập địa phương ở Asker thuộc hạt Akershus ngoại ô Oslo, nơi em trai cô cũng đã theo học sau đó vào năm 2011. Ingrid Alexandra đã học mẫu giáo ở Asker, và cô đã đến với trường lớp mới cùng với một số các bạn đã từng học chung ở mẫu giáo. Cô là thành viên đầu tiên của gia đình Vương thất Na Uy học tại một trường học địa phương. Các thành viên khác trong gia đình như cha và bác cô trước đây đều đã được gửi đến Oslo để học tại các trường ở đó. Cha mẹ cô đã chọn trường này vì họ muốn cô có một tuổi thơ thật bình dị. Các tờ báo tường thuật rằng Vương tôn nữ Ingrid Alexandra đã đi bộ đến trường cùng với bố mẹ, ông nội là Vua Harald V và bà ngoại Marit Tjessem của mình. Một tờ báo Na Uy đề tựa: "Cha mẹ và ông bà tự hào theo Vương tôn nữ đến trường". Những người dân địa phương mong đợi để nhìn thấy cô thỉnh thoảng cùng với các bạn cùng lớp đi chơi ở các buổi ngoại khoá của trường. Các viên chức của nhà trường hy vọng sẽ làm cho trường học trở thành một nơi mà Vương tôn nữ có thể kết bạn và vui thích với sự hỗ trợ và quan tâm của mọi người.

## Tước hiệu
- 21 tháng 1 2004 – nay:
  - Vương tôn nữ Ingrid Alexandra của Na Uy Điện hạ (Her Royal Highness Princess Ingrid Alexandra of Norway)
  - Vương tôn nữ Điện hạ (Her Royal Highness The Princess)

## Tổ tiên
| \| \| \| \| \| \| \| \| \| \| \| \| \| \| \| \| \| \| \| \| 16. Haakon VII của Na Uy \| \| \| \| \| \| \| \| \| \| \| \| \| \| \| \| \| \| \| \| \| \| \| \| \| \| \| \| \| \| \| \| \| \| \| \| \| \| \| \| \| \| \| \| \| \| \| \| \| \| \| \| \| \| 8. Olav V của Na Uy \| \| \| \| \| \| \| \| \| \| \| \| \| \| \| \| \| \| \| \| \| \| \| \| \| \| \| \| \| \| \| \| \| \| \| \| \| \| \| \| \| \| \| \| \| \| \| \| \| \| \| \| \| \| 17. Maud của Liên hiệp Anh \| \| \| \| \| \| \| \| \| \| \| \| \| \| \| \| \| \| \| \| \| \| \| \| \| \| \| \| \| \| \| \| \| \| \| \| \| \| \| \| \| \| \| \| \| \| \| \| \| \| \| \| \| \| 4. Harald V của Na Uy \| \| \| \| \| \| \| \| \| \| \| \| \| \| \| \| \| \| \| \| \| \| \| \| \| \| \| \| \| \| \| \| \| \| \| \| \| \| \| \| \| \| \| \| \| \| \| \| \| \| \| \| \| \| 18. Carl của Thụy Điển \| \| \| \| \| \| \| \| \| \| \| \| \| \| \| \| \| \| \| \| \| \| \| \| \| \| \| \| \| \| \| \| \| \| \| \| \| \| \| \| \| \| \| \| \| \| \| \| \| \| \| \| \| \| 9. Märtha của Thụy Điển \| \| \| \| \| \| \| \| \| \| \| \| \| \| \| \| \| \| \| \| \| \| \| \| \| \| \| \| \| \| \| \| \| \| \| \| \| \| \| \| \| \| \| \| \| \| \| \| \| \| \| \| \| \| 19. Ingeborg của Đan Mạch \| \| \| \| \| \| \| \| \| \| \| \| \| \| \| \| \| \| \| \| \| \| \| \| \| \| \| \| \| \| \| \| \| \| \| \| \| \| \| \| \| \| \| \| \| \| \| \| \| \| \| \| \| \| 2. Haakon Magnus của Na Uy \| \| \| \| \| \| \| \| \| \| \| \| \| \| \| \| \| \| \| \| \| \| \| \| \| \| \| \| \| \| \| \| \| \| \| \| \| \| \| \| \| \| \| \| \| \| \| \| \| \| \| \| \| \| 10. Karl August Haraldsen \| \| \| \| \| \| \| \| \| \| \| \| \| \| \| \| \| \| \| \| \| \| \| \| \| \| \| \| \| \| \| \| \| \| \| \| \| \| \| \| \| \| \| \| \| \| \| \| \| \| \| \| \| \| 5. Sonja Haraldsen \| \| \| \| \| \| \| \| \| \| \| \| \| \| \| \| \| \| \| \| \| \| \| \| \| \| \| \| \| \| \| \| \| \| \| \| \| \| \| \| \| \| \| \| \| \| \| \| \| \| \| \| \| \| 11. Dagny Ulrichsen \| \| \| \| \| \| \| \| \| \| \| \| \| \| \| \| \| \| \| \| \| \| \| \| \| \| \| \| \| \| \| \| \| \| \| \| \| \| \| \| \| \| \| \| \| \| \| \| \| \| \| \| \| \| 1. Ingrid Alexandra của Na Uy \| \| \| \| \| \| \| \| \| \| \| \| \| \| \| \| \| \| \| \| \| \| \| \| \| \| \| \| \| \| \| \| \| \| \| \| \| \| \| \| \| \| \| \| \| \| \| \| \| \| \| \| \| \| 6. Sven Olaf Høiby \| \| \| \| \| \| \| \| \| \| \| \| \| \| \| \| \| \| \| \| \| \| \| \| \| \| \| \| \| \| \| \| \| \| \| \| \| \| \| \| \| \| \| \| \| \| \| \| \| \| \| \| \| \| 3. Mette-Marit Tjessem Høiby \| \| \| \| \| \| \| \| \| \| \| \| \| \| \| \| \| \| \| \| \| \| \| \| \| \| \| \| \| \| \| \| \| \| \| \| \| \| \| \| \| \| \| \| \| \| \| \| \| \| \| \| \| \| 7. Marit Tjessem \| \| \| \| \| \| \| \| \| \| \| \| \| \| \| \| \| \| \| \| \| \| \| \| \| \| \| \| \| \| \| \| \| \| \| \| \| \| \| \| \| \| \| \| \| \| \| \| \| \| \| \| |                               |  |  |  |  |  |  |  |  |  |  |  |  |  |  |  |
| |                               |  |  |  |  |  |  |  |  |  |  |  |  |  |  |  |
| | 16. Haakon VII của Na Uy      |  |  |  |  |  |  |  |  |  |  |  |  |  |  |  |
| |                               |  |  |  |  |  |  |  |  |  |  |  |  |  |  |  |
| |                               |  |  |  |  |  |  |  |  |  |  |  |  |  |  |  |
| | 8. Olav V của Na Uy           |  |  |  |  |  |  |  |  |  |  |  |  |  |  |  |
| |                               |  |  |  |  |  |  |  |  |  |  |  |  |  |  |  |
| |                               |  |  |  |  |  |  |  |  |  |  |  |  |  |  |  |
| | 17. Maud của Liên hiệp Anh    |  |  |  |  |  |  |  |  |  |  |  |  |  |  |  |
| |                               |  |  |  |  |  |  |  |  |  |  |  |  |  |  |  |
| |                               |  |  |  |  |  |  |  |  |  |  |  |  |  |  |  |
| | 4. Harald V của Na Uy         |  |  |  |  |  |  |  |  |  |  |  |  |  |  |  |
| |                               |  |  |  |  |  |  |  |  |  |  |  |  |  |  |  |
| |                               |  |  |  |  |  |  |  |  |  |  |  |  |  |  |  |
| | 18. Carl của Thụy Điển        |  |  |  |  |  |  |  |  |  |  |  |  |  |  |  |
| |                               |  |  |  |  |  |  |  |  |  |  |  |  |  |  |  |
| |                               |  |  |  |  |  |  |  |  |  |  |  |  |  |  |  |
| | 9. Märtha của Thụy Điển       |  |  |  |  |  |  |  |  |  |  |  |  |  |  |  |
| |                               |  |  |  |  |  |  |  |  |  |  |  |  |  |  |  |
| |                               |  |  |  |  |  |  |  |  |  |  |  |  |  |  |  |
| | 19. Ingeborg của Đan Mạch     |  |  |  |  |  |  |  |  |  |  |  |  |  |  |  |
| |                               |  |  |  |  |  |  |  |  |  |  |  |  |  |  |  |
| |                               |  |  |  |  |  |  |  |  |  |  |  |  |  |  |  |
| | 2. Haakon Magnus của Na Uy    |  |  |  |  |  |  |  |  |  |  |  |  |  |  |  |
| |                               |  |  |  |  |  |  |  |  |  |  |  |  |  |  |  |
| |                               |  |  |  |  |  |  |  |  |  |  |  |  |  |  |  |
| | 10. Karl August Haraldsen     |  |  |  |  |  |  |  |  |  |  |  |  |  |  |  |
| |                               |  |  |  |  |  |  |  |  |  |  |  |  |  |  |  |
| |                               |  |  |  |  |  |  |  |  |  |  |  |  |  |  |  |
| | 5. Sonja Haraldsen            |  |  |  |  |  |  |  |  |  |  |  |  |  |  |  |
| |                               |  |  |  |  |  |  |  |  |  |  |  |  |  |  |  |
| |                               |  |  |  |  |  |  |  |  |  |  |  |  |  |  |  |
| | 11. Dagny Ulrichsen           |  |  |  |  |  |  |  |  |  |  |  |  |  |  |  |
| |                               |  |  |  |  |  |  |  |  |  |  |  |  |  |  |  |
| |                               |  |  |  |  |  |  |  |  |  |  |  |  |  |  |  |
| | 1. Ingrid Alexandra của Na Uy |  |  |  |  |  |  |  |  |  |  |  |  |  |  |  |
| |                               |  |  |  |  |  |  |  |  |  |  |  |  |  |  |  |
| |                               |  |  |  |  |  |  |  |  |  |  |  |  |  |  |  |
| | 6. Sven Olaf Høiby            |  |  |  |  |  |  |  |  |  |  |  |  |  |  |  |
| |                               |  |  |  |  |  |  |  |  |  |  |  |  |  |  |  |
| |                               |  |  |  |  |  |  |  |  |  |  |  |  |  |  |  |
| | 3. Mette-Marit Tjessem Høiby  |  |  |  |  |  |  |  |  |  |  |  |  |  |  |  |
| |                               |  |  |  |  |  |  |  |  |  |  |  |  |  |  |  |
| |                               |  |  |  |  |  |  |  |  |  |  |  |  |  |  |  |
| | 7. Marit Tjessem              |  |  |  |  |  |  |  |  |  |  |  |  |  |  |  |
| |                               |  |  |  |  |  |  |  |  |  |  |  |  |  |  |  |
| |                               |  |  |  |  |  |  |  |  |  |  |  |  |  |  |  |